# Knudshoved - Sydsjælland
|  | Denne artikel er oprettet af botten Steenthbot ud fra en ekstern database. Den kan derfor have sproglige fejl eller mangler. Denne skabelon kan fjernes efter kontrol af indholdet. |

Knudshoved - Sydsjælland er en dansk dokumentarisk optagelse fra 1931.

## Handling
Landskabet på Knudshoved optaget 20. oktober 1931 af Kai Ulldal.